# Casa al carrer d'en Pere Almeda, 6 (Roda de Ter)
La Casa al carrer d'en Pere Almeda, 6 és una obra noucentista de Roda de Ter (Osona) inclosa a l'Inventari del Patrimoni Arquitectònic de Catalunya.

## Descripció
Casa entre mitgeres de planta baixa i dos pisos. Presideix el primer pis un balcó d'obertura d'arc de mig punt, decorat amb motllures que en ressegueixen el perfil i motius geomètrics sobreposats a la clau de l'arc. La barana és de balustres de pedra i l'ampit acaba amb una motllura que segueix ressaltant el forjat. Al pis superior s'obre una finestra triforada d'arcs de mig punt amb ampit motllurat. La façana acaba amb una barbacana de colls de fusta decorada amb rajoles de ceràmica vidriada.

## Història
Aquesta casa segueix la tipologia dels habitatges del nucli antic de Roda, edificis entre mitgeres i de dos pisos. Durant els segles XVII i XVIII, amb la vinguda de la industrialització i la implantació de les fàbriques tèxtils a Roda, s'edificà la majoria de cases del nucli antic. Moltes d'aquestes foren restaurades o modificades durant el segle XX sense variar substancialment la seva estructura.